# Giovanni Maria Casini
Giovanni Maria Casini, a volte indicato anche come Giovammaria Casini (Firenze, 16 dicembre 1652 – Firenze, 25 febbraio 1719), è stato un compositore, organista e religioso italiano, autore di diversi oratori.
Il 7 settembre 1678 fu scelto da Francesco Nigetti, di cui era allievo, come primo organista della Cattedrale di Santa Maria del Fiore, ricoprendo ufficialmente tale incarico alla morte di Nigetti nel 1681.
Fu maestro di Francesco Feroci, che lo succedette nel ruolo di primo organista della cattedrale fiorentina alla sua morte nel 1719.

## Opere
- Canzonette Spirituali divise in tre parti (1703)
- Responsi della Settimana Santa a quattro voci (1706)
- Violino Primo (e così degli altri strumenti) del Concerto degli Stromenti a quattro (1706)
- Pensieri per l'organo in partitura (1714)